# Phrynus hoffmannae
Espèce
Phrynus hoffmannae est une espèce d'amblypyges de la famille des Phrynidae.

## Distribution
Cette espèce est endémique du Chiapas au Mexique. Elle se rencontre vers Tuxtla Gutiérrez.

## Description
Le mâle holotype mesure 17 mm.

## Étymologie
Cette espèce est nommée en l'honneur de l'arachnologiste mexicaine Anita Hoffmann.

## Publication originale
- Armas & Gadar, 2004 : Nueva especie de Phrynus Lamarck, 1801 (Amblypygi: Phrynidae) de Chiapas, México. Revista Iberica de Aracnologia, vol. 10, p. 133-136 (texte intégral).